# Apiosporina morbosa
Apiosporina morbosa är en svampart som först beskrevs av Ludwig David von Schweinitz, och fick sitt nu gällande namn av Arx 1954. Apiosporina morbosa ingår i släktet Apiosporina och familjen Venturiaceae.   Inga underarter finns listade i Catalogue of Life.